# Alexei Spaski
Alexei Spaski (n. 1917) este un specialist moldovean în zoologie și helmintologie, care a fost ales ca membru titular al Academiei de Științe a Moldovei.
La data de 1 august 1961, a fost ales ca membru corespondent al Academiei de Științe a RSSM. În perioada 1961-1969 a îndeplinit funcția de vicepreședinte al Academiei de Științe din RSS Moldovenească.